# Ken Hosaka
Ken Hosaka (jap. 保坂健 Hosaka Ken; ur. 25 lipca 1992) – japoński zapaśnik w walczący w stylu wolnym. Zajął dwunaste miejsce na mistrzostwach świata w 2014. Brązowy medalista mistrzostw Azji w 2014. Trzeci w Pucharze Świata w 2018 i ósmy w 2014 roku.